# 400 mètres nage libre masculin aux Jeux olympiques d'été de 1924
L'épreuve de 400 mètres nage libre masculin des Jeux olympiques de 1924 a eu lieu du 16 au 18 juillet 1924 dans un bassin long de 50 mètres, le stade aquatique des Tourelles à Paris.
Le record olympique date des Jeux olympiques de 1912, établi en finale par le Canadien George Hodgson en 5 min 24 s 40. Le record du monde appartient alors à l'Américain Johnny Weissmuller depuis mars 1923 en 4 min 57 s.
Les séries sont facilement dominées par les favoris. Le record olympique vieux de 12 ans est battu à deux reprises en première et troisième série. Johnny Weissmuller le bat à nouveau en demi-finale, tout en gérant son effort se contentant d'assurer sa qualification en finale. Au total, sur l'ensemble des courses, sept nageurs sont passés sous le record d'Hodgson. L'affrontement entre les frères suédois Arne et Åke Borg donne lieu à une belle deuxième demi-finale qui réjouit le public.
La finale est très disputée entre Johnny Weissmuller et Arne Borg qui restent au coude à coude toute la course. C'est finalement l'américain qui s'impose, de peu, dans un sprint lors de la dernière longueur. L'Australien Andrew Charlton qui avait bien géré son effort fait aussi une belle remontée finale, sans pour autant rattraper son retard. Les quatrième, le Suédois Åke Borg, frère d'Arne Borg et le cinquième, le vétéran britannique Jack Hatfield sont largement distancés.

## Natation aux Jeux olympiques de Paris

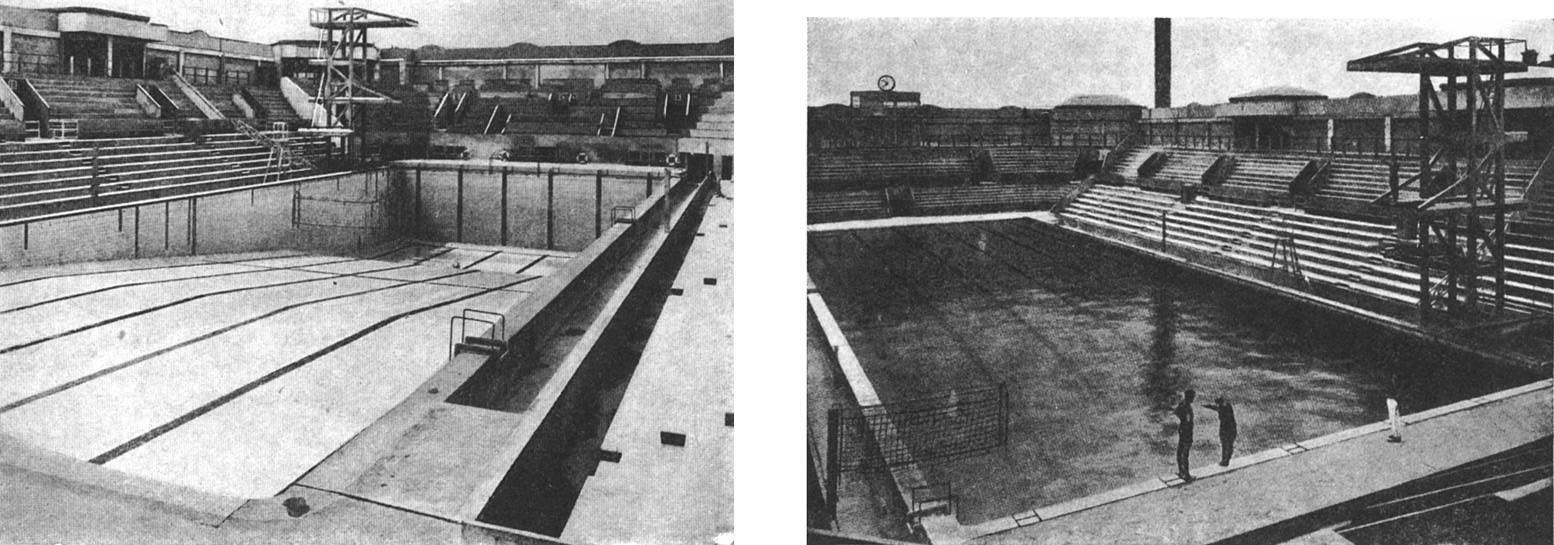
La piscine des Tourelles pour les Jeux de 1924 : vide et remplie.

Les épreuves de natation lors des Jeux olympiques d'été de 1924 organisés à Paris se déroulent du 13 juillet au 20 juillet 1924. Pour la première fois et pour tous les Jeux suivants, les épreuves de natation ont lieu dans un bassin permanent long de 50 mètres et destiné à être conservé ensuite : le stade aquatique des Tourelles. Le bassin est par ailleurs large de 18 mètres et sa profondeur passe de 5 mètres d'un côté à 1,5 mètre de l'autre. Pour la première fois aussi, sont utilisées des « lignes d'eau » matérialisant des couloirs de nage par des lignes de bouchons. Cela a deux effets positifs. Les lignes de bouchons servent de brise-vague. Surtout, elles évitent les réclamations pour gêne entre nageurs. Les lignes d'eau, utilisées pour la première fois lors des Jeux de Paris sont ensuite généralisées,.
Le programme masculin aux Jeux de Paris en 1924 est le même qu'aux Jeux de Londres en 1908 où il a commencé à être fixé : en nage libre : 100, 400 et 1 500 mètres et un relais 4 × 200 mètres ; en dos : 100 mètres ; en brasse : 200 mètres. Ce programme olympique masculin n'évolue plus jusqu'aux Jeux de Melbourne en 1956.
Le règlement s'appliquant lors des compétitions olympiques est celui de la Fédération internationale de natation amateur, tant en ce qui concerne les règles très strictes d'amateurisme ou de costumes de nage que de l'organisation des courses elles-mêmes et leur arbitrage,.
Au total, 173 nageurs et nageuses venus de 23 nations participent aux épreuves des Jeux de Paris.

## Séries
| Série | Rang | Pays | Nom                    | Temps         | Qualification             |
| ----- | ---- | ---- | ---------------------- | ------------- | ------------------------- |
| 1     | 1    |      | Ralph Breyer           | 5 min 22 s 40 | Q (RO)                    |
| 1     | 2    |      | Jack Hatfield          | 5 min 32 s 60 | Q                         |
| 1     | 3    |      | Atilije Venturini (en) | 6 min 28 s    |                           |
| 1     | 4    |      | Moss Christie          | 5 min 39 s 20 | Déclassé pour faux départ |
| 2     | 1    |      | Åke Borg               | 5 min 28 s 20 | Q                         |
| 2     | 2    |      | Václav Antoš           | 5 min 34 s 80 | Q                         |
| 2     | 3    |      | Dionýsios Vasilópoulos | 6 min 21 s    |                           |
| 2     | 4    |      | Đura Sentđerđi         | 6 min 41 s 40 |                           |
| 3     | 1    |      | Johnny Weissmuller     | 5 min 22 s 20 | Q (RO)                    |
| 3     | 2    |      | Andrew Charlton        | 5 min 30 s 20 | Q                         |
| 3     | 3    |      | Edward Peter           | 5 min 38 s 60 |                           |
| 3     | 4    |      | Salvator Pellegry      | 5 min 56 s 20 |                           |
| 3     | 5    |      | Sjaak Köhler (en)      | 6 min 20 s 40 |                           |
| 4     | 1    |      | Arne Borg              | 5 min 31 s 80 | Q                         |
| 4     | 2    |      | Frank Beaurepaire      | 5 min 38 s    | Q                         |
| 4     | 3    |      | Kazuo Noda             | 5 min 43 s 80 |                           |
| 4     | 4    |      | Victoriano Zorrilla    | 5 min 49 s 40 |                           |
| 4     | 5    |      | Stanislav Bičák (en)   | 5 min 52 s 40 |                           |
| 5     | 1    |      | Lester Smith (en)      | 5 min 22 s 20 | Q                         |
| 5     | 2    |      | Harold Annison         | 5 min 32 s 60 | Q                         |
| 5     | 3    |      | George Vernot          | 5 min 35 s 20 | q (meilleur troisième)    |
| 5     | 4    |      | Édouard Vanzeveren     | 5 min 59 s 80 |                           |
| 5     | 5    |      | Pedro Méndez           | 6 min 26 s 60 |                           |

Les séries du 400 mètres nage libre masculin ont lieu le mercredi 16 juillet en fin d'après-midi, devant 3 491 spectateurs. Les deux premiers de chaque série et le meilleur troisième sont qualifiés pour les demi-finales.
38 nageurs venus de 16 pays sont engagés. 15 nageurs sont forfaits : deux Canadiens Clayton Bourne et T R Walker ; deux Espagnols Manuel Basté et José Maria Puig ; un Français Henri Padou ; un Grec Andréas Asimakópoulos ; trois Hongrois Zoltán Bitskey, G. Egri et Bela Eperjessy ; deux Italiens Renato Bacigalupo et Gianni Patrignani ; deux Japonais Torahiko Miyahata et Katsuo Takaishi ; le Norvégien Alfred Steen et le Yougoslave Ante Roje (en). Au total, ce sont 23 nageurs venus de 13 pays qui s'affrontent.
Les séries sont facilement dominées par les favoris. Le vieux record olympique (de George Hodgson en 1912) est battu de deux secondes dès la première série par l'Américain Ralph Breyer, presque immédiatement battu par le recordman du monde américain Johnny Weissmuller, dans la troisième série,.
Le règlement olympique ayant changé, les nageurs ne sont plus rappelés en cas de faux départ : le responsable est déclassé. C'est le cas pour l'Australien Moss Christie dans la première série, sans grande conséquence : il n'aurait de toute façon pas été qualifié pour les demi-finales.
Les performances de deux vétérans, l'Australien Frank Beaurepaire 33 ans et le Britannique Jack Hatfield 31 ans, ont agréablement surpris le public, puisque tous deux se qualifient pour les demi-finales,.

## Demi-finales
| Série | Rang | Pays | Nom                | Temps         | Qualification          |
| ----- | ---- | ---- | ------------------ | ------------- | ---------------------- |
| 1     | 1    |      | Johnny Weissmuller | 5 min 13 s 60 | Q (RO)                 |
| 1     | 2    |      | Andrew Charlton    | 5 min 32 s 60 | Q                      |
| 1     | 3    |      | Lester Smith (en)  | 5 min 37 s 40 |                        |
| 1     | 4    |      | George Vernot      | 5 min 38 s    |                        |
| 1     | 5    |      | Václav Antoš       | 5 min 53 s 20 |                        |
| 1     | n.c  |      | Ralph Breyer       | DNS           |                        |
| 2     | 1    |      | Arne Borg          | 5 min 21 s 40 | Q                      |
| 2     | 2    |      | Åke Borg           | 5 min 25 s    | Q                      |
| 2     | 3    |      | Jack Hatfield      | 5 min 30 s    | q (meilleur troisième) |
| 2     | 4    |      | Harold Annison     | 5 min 39 s 40 |                        |
| 2     | n.c  |      | Frank Beaurepaire  | DNS           |                        |

Les demi-finales du 400 mètres nage libre masculin ont lieu le 17 juillet le matin, devant 1 250 spectateurs. Les deux premiers de chaque série et le meilleur troisième sont qualifiés pour les demi-finales. 
Dans sa demi-finale, Johnny Weissmuller se contente d'assurer sa qualification en finale, même s'il améliore le record olympique de près de 9 secondes, il reste loin de son record mondial. Les deux frères suédois Borg s'affrontent magistralement de l'avis du public et se qualifient pour la finale dans une course suffisamment disputée pour permettre au vétéran britannique Hatfield de se qualifier au titre de meilleur troisième. Le forfait de l'Américain Ralph Breyer semble être stratégique : l'équipe américaine préférant le réserver pour le relais. Celui du vétéran australien Frank Beaurepaire pourrait être justifié par son âge et le fait qu'il n'ait peut-être pas récupéré de ses efforts de la veille.

## Finale
| Rang | Pays | Nom                | Temps        |                                            |
| ---- | ---- | ------------------ | ------------ | ------------------------------------------ |
| 1    |      | Johnny Weissmuller | 5 min 4 s 20 | (RO)                                       |
| 2    |      | Arne Borg          | 5 min 5 s 60 |                                            |
| 3    |      | Andrew Charlton    | 5 min 6 s 60 |                                            |
| 4    |      | Åke Borg           | 5 min 26 s   |                                            |
| 5    |      | Jack Hatfield      | 5 min 32 s   |                                            |
| 6    |      | Lester Smith (en)  |              | Décision du jury 6e temps des demi-finales |

La finale se déroule le vendredi 18 juillet à 15 h, devant un public nombreux : un peu plus de 4 000 spectateurs,.
La course est très disputée, avec un Johnny Weissmuller moins dominateur, ou un Arne Borg plus combattif que prévu. Après un bon départ, ce dernier s'accroche à l'Américain. Aux 100 mètres, c'est même le Suédois qui vire en tête en 1 min 4 s 20 contre 1 min 4 s 80 à Weissmuller. Les deux hommes restent au coude à coude. Ils virent ensemble aux 200 mètres en 2 min 23 s, avec un petit avantage à Weissmuller. Cependant, Borg repasse devant aux 300 mètres et vire en 3 min 45 s 20. Johnny Weissmuller produit son effort lors de la dernière longueur et réussit à distancer d'à peine un mètre cinquante Arne Borg à l'arrivée. Le record olympique est à nouveau largement battu. Au total, sur l'ensemble des courses, sept nageurs sont passés sous le record d'Hodgson. Pour la troisième place, l'Australien Andrew Charlton part moins vite et gère sa course à distance. Aux 300 mètres, il a huit mètres de retard. Il produit alors un énorme effort qui le ramène dans les pieds de Borg. Le quatrième, le Suédois Åke Borg, frère d'Arne Borg et le cinquième, le vétéran britannique Jack Hatfield n'ont jamais inquiété les nageurs du podium. Ils nagent ensemble la quasi-totalité de la course avant que le Suédois distance le Britannique dans les derniers cent mètres,. Comme pour toutes les autres épreuves, le jury accorde la sixième place « symbolique » de la finale au sixième temps des demi-finales, et donc non qualifié.

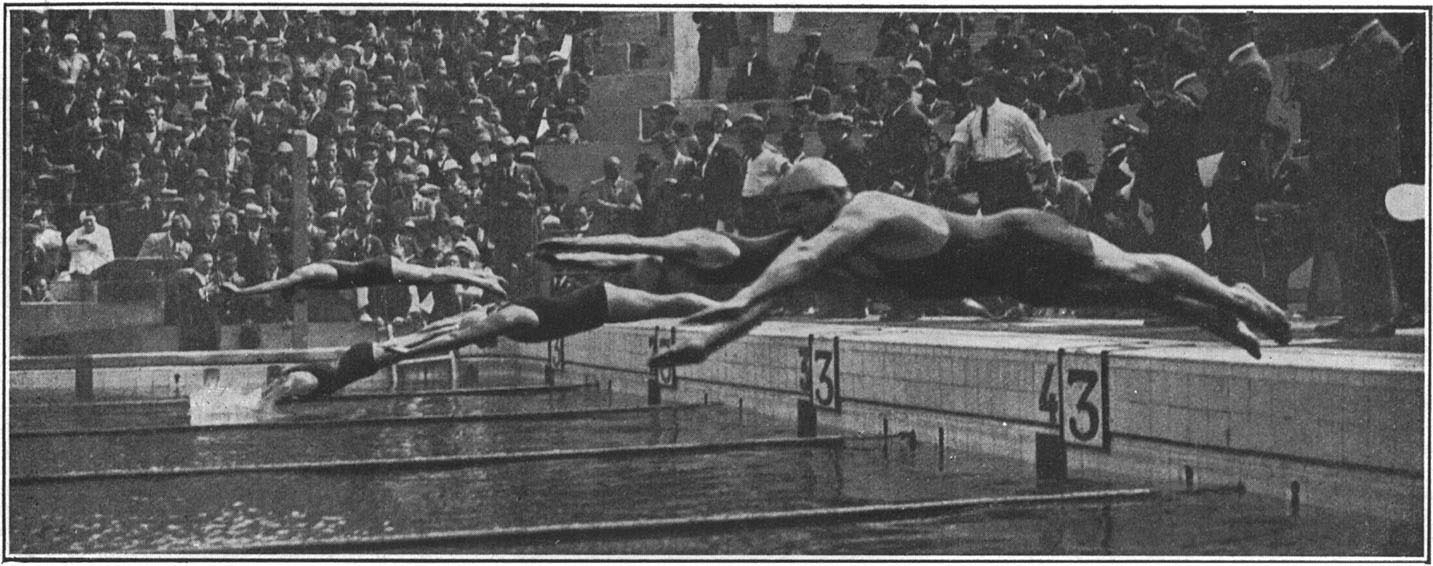
Départ de la finale. De gauche à droite : Johnny Weissmuller (USA) ; Arne Borg (Suède, déjà dans l'eau) ; Andrew Charlton (Australie) ; Åke Borg (Suède, frère de Arne Borg) ; Jack Hatfield (UK).
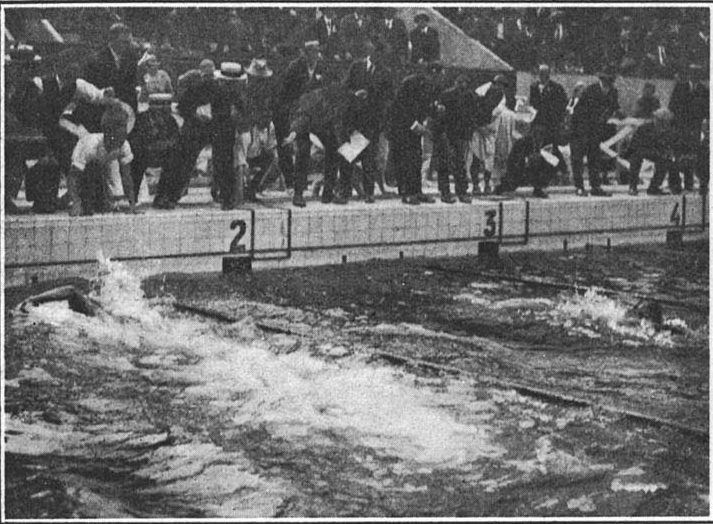
Arrivée de la finale. Ligne 1 : Johnny Weissmuller (USA vainqueur) ; ligne 2 : Arne Borg (Suède deuxième).
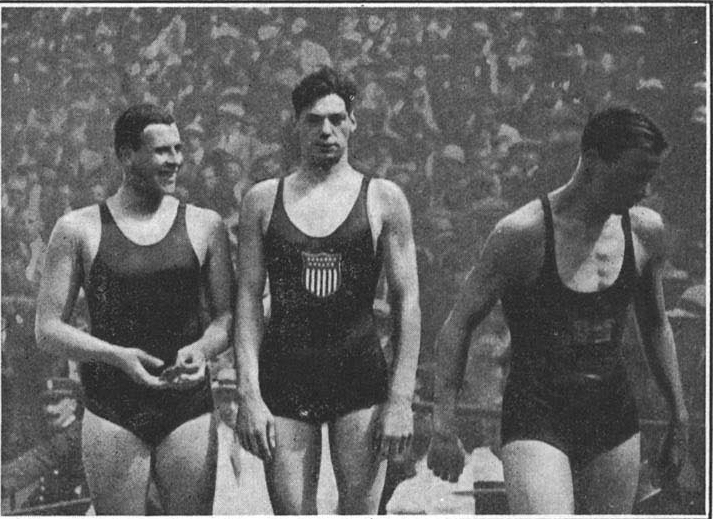
Podium du 400 mètres nage libre hommes : De gauche à droite : Andrew Charlton (Australie) 3e ; Johnny Weissmuller (USA) 1er ; Arne Borg (Suède) 2e.